# 奧斯迪足球會
奧斯迪足球俱乐部（葡萄牙语：Oeste Futebol Clube），巴西圣保罗州伊塔波利斯市的一个足球俱乐部。该队成立于1921年，目前参加巴西足球丁级联赛。该队采用红黑相间横条队服。俱乐部得名于俱乐部所在的圣保罗州中奧斯迪地区。

## 荣誉
- 巴西足球丙级联赛:
  - 冠军 (1): 2012